# Golden Pen of Freedom Award
Der Golden Pen of Freedom Award (deutsch Goldener Füller der Freiheit) ist ein Preis, der jährlich von der WAN-IFRA, dem Weltzeitungsverband, herausgegeben wird.

## Liste der Preisträger
- 1961: Ahmet Emin Yalman, Hur Vatan (Türkei)
- 1963: U Sein Win, The Guardian (Birma)
- 1964: Gabriel Makoso, Le Courrier d’Afrique (Demokratische Republik Kongo)
- 1965: Esmond Wickremesing, Journaux associés de Ceylan (Sri Lanka)
- 1966: Jules Dubois, Chicago Tribune (Vereinigte Staaten)
- 1967: Mochtar Lubis, Indonesia Raya (Indonesien)
- 1968: Christos Lambrakis, To Vima (Griechenland)
- 1969: Dem Freiheitskampf der tschechoslowakischen Presse (Tschechoslowakei)
- 1970: Alberto Gainza Paz, La Prensa (Argentinien)
- 1972: Hubert Beuve-Méry, Le Monde (Frankreich)
- 1973: Anton Betz, Rheinische Post (Deutschland)
- 1974: Julio de Mesquita Neto, O Estado de São Paulo (Brasilien)
- 1975: Sang-Man Kim, (Südkorea)
- 1976: Raul Régo, República A Luta (Portugal)
- 1977: Robert High Lilley, Belfast Telegraph (Nordirland)
- 1978: Donald Woods/Percy Qoboza, Daily Dispatch/The World (Südafrika)
- 1979: Claude Bellanger, Le Parisien Libéré (Frankreich)
- 1980: Jacobo Timerman, La Opinión (Argentinien)
- 1981: José Javier Uranga, Diario de Navarra (Spanien)
- 1982: Joaquín Chamorro Barrios, La Prensa (Nicaragua)
- 1985: Joaquín Roces, The Manila Times (Philippinen)
- 1986: Anthony Heard, The Cape Times (Südafrika)
- 1987: Juan Pablo Cardenas, Análisis (Chile)
- 1988: Naji al-Ali (Palästina), postume Verleihung
- 1989: Sergei Grigoryants, Glasnost Defence Foundation (Sowjetunion)
- 1990: Luis Gabriel Cano, El Espectador (Kolumbien)
- 1991: Gitobu Imanyara, The Nairobi Law Monthly (Kenia)
- 1992: Dai Qing, Guangming Daily (China)
- 1993: Pius Njawe, Le Messager (Kamerun)
- 1994: Omar Belhouchet, El Watan (Algerien)
- 1995: Gao Yu (unabhängige Journalistin, China)
- 1996: Yndamiro Restano Díaz, The Independent Press Bureau de Cuba (BPIC) (Kuba)
- 1997: Naša Borba (Serbien), Feral Tribune (Kroatien), Oslobođenje (Bosnien-Herzegowina)
- 1998: Doan Viet Hoat, Dien Dan Tu Do (Vietnam)
- 1999: Faraj Sarkohi, Adineh (Iran)
- 2000: Nizar Nayouf (Syrien)
- 2001: U Win Tin/San San Nweh (Myanmar)
- 2002: Geoffrey Nyarota, The Daily News (Simbabwe)
- 2003: Belarussischer Journalistenverband (entgegengenommen von Schanna Litwina, Belarus)
- 2004: Ruslan Sharipov (Usbekistan)
- 2005: Mahjoub Mohamed Salih, Al-Ayam (Sudan)
- 2006: Akbar Gandschi (Iran)
- 2007: Shi Tao, Dangdai Shang Bao (China)
- 2008: Li Changqing (China)
- 2009: Najam Sethi, Friday Times/Daily Times (Pakistan)
- 2010: Ahmad Zeidabadi (Iran)
- 2011: Dawit Isaak (Eritrea, Schweden)
- 2012: Anabel Hernández (Mexiko)
- 2013: Dr Than Htut Aung (Myanmar)
- 2014: Eskinder Nega (Äthiopien)
- 2015: allen Journalisten, die während ihrer Arbeit gestorben sind (weltweit)
- 2016: Dmitri Andrejewitsch Muratow (Russland)
- 2017: Can Dündar (Türkei)
- 2018: Maria Ressa (Philippinen)
- 2019: Jamal Khashoggi, posthum (Saudi-Arabien)
- 2020: Jineth Bedoya Lima (Kolumbien)
- 2021: Jimmy Lai (Hongkong)
- 2022: Gazeta Wyborcza und die Gazeta Wyborcza Foundation (Polen)
- 2023: Niloofar Hamedi und Elaheh Mohammadi (Iran)